# Saint-Priest (Rodan)
Saint-Priest – miejscowość i gmina we Francji, w regionie Owernia-Rodan-Alpy, w departamencie Rodan.
Według danych na rok 1999 gminę zamieszkiwały 40 974 osoby, a gęstość zaludnienia wynosiła 1 379 osób/km² (wśród 2880 gmin regionu Rodan-Alpy Saint-Priest plasuje się na 10. miejscu pod względem liczby ludności, natomiast pod względem powierzchni na miejscu 225.).